# HD 215729
HD 215729，又名CP-71 2726，SAO 258070、HR 8672，是一颗恒星，视星等为6.34，位于銀經316.54，銀緯-43.41，其B1900.0坐标为赤經22h 42m 8.9s，赤緯-70° -43.41′ 36″。